# Ray Cory
Virgil Ray Cory (* 30. März 1894 in North Yakima, Washington; † 15. März 1968 in Woodland Hills, Los Angeles, Kalifornien) war ein US-amerikanischer Fotograf und Kameramann, der ein Mal für den Oscar für die besten Spezialeffekte nominiert war.

## Leben
Cory arbeitete 1944 als Prozess-Fotograf an der Herstellung des von A. Edward Sutherland inszenierten Kriegsfilms Secret Command (1944) mit Pat O’Brien, Carole Landis und Chester Morris in den Hauptrollen mit und wurde für diesen Film zusammen mit David Allen, Harry Kusnick, Robert Wright sowie Russell Malmgren für den Oscar für die besten Spezialeffekte nominiert. Anschließend war er bis 1945 noch bei vier weiteren Filmproduktionen als Prozess- und Spezialeffektefotograf tätig.
1952 begann Cory, der auch Mitglied der American Society of Cinematographers (A.S.C.) war, seine Laufbahn als Kameramann in der Filmwirtschaft Hollywoods bei Budapest antwortet nicht (Assignment: Paris) von Robert Parrish mit Dana Andrews, Märta Torén und George Sanders. Anschließend wirkte er bis 1961 an der Produktion von über vierzig Filmen und Fernsehserien mit.

## Filmografie
- 1944: Secret Command
- 1952: Budapest antwortet nicht (Assignment – Paris!)
- 1953: Dürstende Lippen (Last of the Comanches)
- 1953: Der rote Dolch (Flame of Calcutta)
- 1954: Die Caine war ihr Schicksal (The Caine Mutiny)
- 1956: Der Mann ohne Furcht (Jubal)
- 1956: Corky und der Zirkus (Circus Boy, Fernsehserie)
- 1959: Mike Hammer (Fernsehserie)
- 1959–1960: Dezernat M (M Squad, Fernsehserie)
- 1960: Alfred Hitchcock Presents (Fernsehserie)
- 1961: Whispering Smith (Fernsehserie)